# West Bromwich Albion Football Club 2006-2007
Questa voce raccoglie le informazioni riguardanti il West Bromwich Albion Football Club nelle competizioni ufficiali della stagione 2006-2007.

## Rosa
| N. |                        | Ruolo | Calciatore         |
| -- | ---------------------- | ----- | ------------------ |
|    | Irlanda (bandiera)     | P     | Dean Kiely         |
|    | Svizzera (bandiera)    | P     | Pascal Zuberbühler |
|    | Danimarca (bandiera)   | D     | Martin Albrechtsen |
|    | Nigeria (bandiera)     | D     | Sam Sodje          |
|    | Ungheria (bandiera)    | C     | Zoltán Gera        |
|    | Galles (bandiera)      | C     | Jason Koumas       |
|    | Scozia (bandiera)      | C     | Nigel Quashie      |
|    | Slovenia (bandiera)    | C     | Robert Koren       |
|    | Scozia (bandiera)      | C     | James Morrison     |
|    | Giappone (bandiera)    | C     | Junichi Inamoto    |
|    | Inghilterra (bandiera) | A     | Kevin Phillips     |
|    | Senegal (bandiera)     | A     | Diomansy Kamara    |
|    | Galles (bandiera)      | A     | John Hartson       |